# لغم أرضي نووي

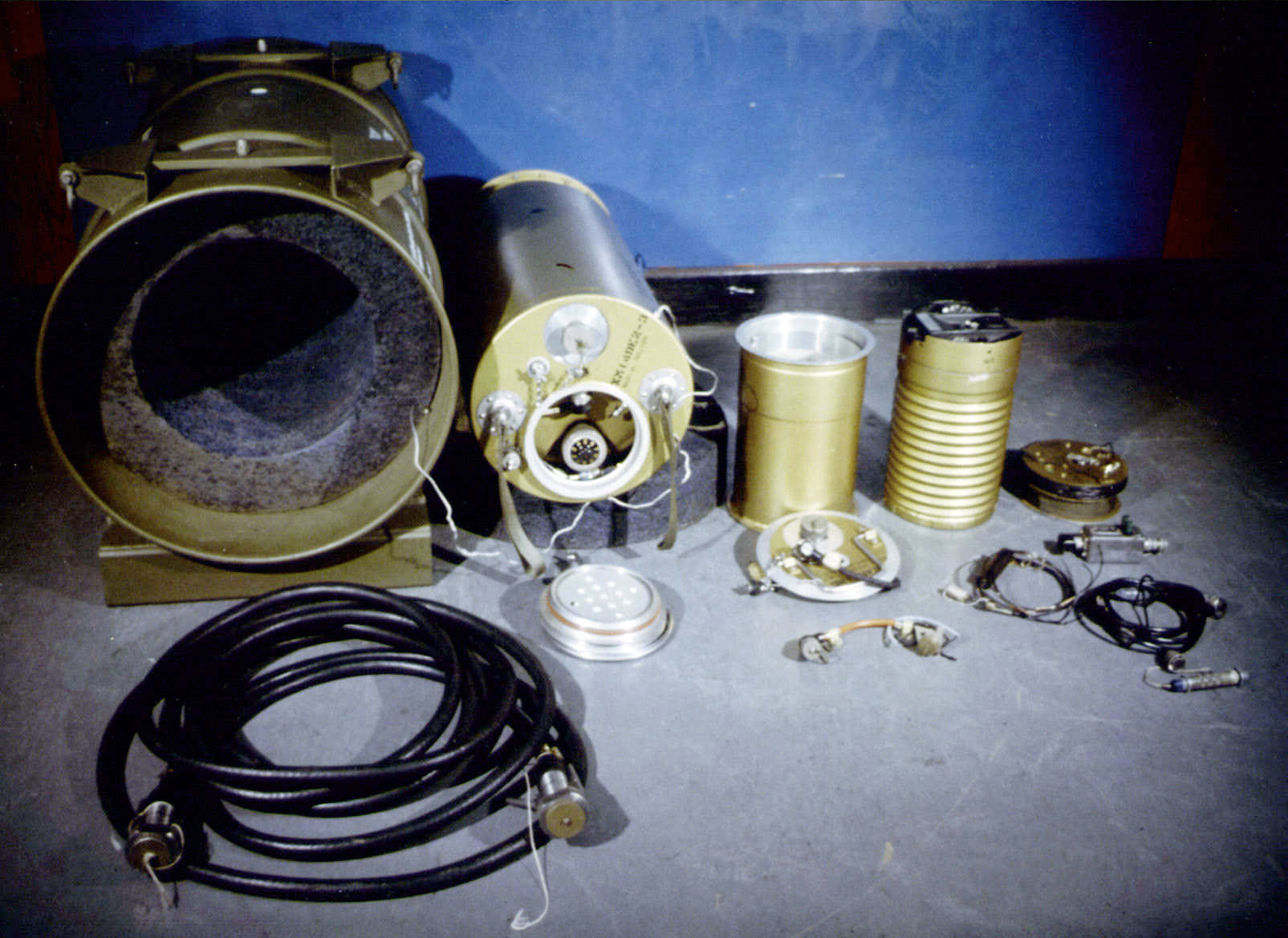
مكونات الألغام الأرضية النووية

الألغام الأرضية النووية أو ذخائر الهدم الذري والمعروفة بالعامية باسم الألغام الأرضية النووية وهي عبارة عن أجهزة متفجرة نووية صغيرة.

## نبذة
تم تطوير الألغام الأرضية النووية للأغراض العسكرية والمدنية، كسلاح نووي تم تصميمها لتنفجر في المنطقة الأمامية اثناء الحروب، من أجل منع أو توجيه قوات العدو.
بالنسبة للأغراض المدنية، تم تصميمها للهدم أو التعدين أو ردم الأرض. ولم تستخدم إلى الآن.

## الاستخدام العسكري

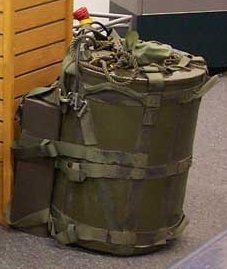
حاوية لنقل الألغام الأرضية النووية

وفقا للحسابات الرسمية، نشرت الولايات المتحدة الألغام الأرضية النووية في إيطاليا وألمانيا الغربية خلال الحرب الباردة. تم نشر الأنواع الأكثر حداثة (SADM و MADM) في كوريا الجنوبية. أشار سيمور هيرش إلى نشر القوات الإسرائيلية على طول مرتفعات الجولان في أوائل الثمانينيات.